# Kristian Schönbeck
Kristian Schönbeck i riksdagen kallad Schönbeck i Helsingborg, född den 8 maj 1841 i Hässlunda, Malmöhus län, död den 24 augusti 1908 i Helsingborg, var en svensk advokat och riksdagspolitiker. Han var son till prosten Henrik Schönbeck.
Schönbeck blev student vid Lunds universitet 1859 och var verksam som advokat i Helsingborg. Han var ledamot av riksdagens andra kammare 1894-96, invald i Helsingborgs stads valkrets. Han uppträdde där som utpräglad vänsterman och skrev två egna motioner i riksdagen, en om vidgad rätt till fattigvård och en om åtgärder mot oskäliga utlåningsräntor.